# Карпеко Володимир Кирилович
Карпеко Володимир Кирилович (18 лютого 1922, Козятин — 7 лютого 1993, Москва) — російський радянський поет. Лауреат премії ім. О. Фадєєва (1981).
Народився 8 лютого 1922 р. у м. Козятин. Учасник Великої Вітчизняної війни.
Закінчив Літературний інститут імені Горького (1957). Із 1965 працював у співавторстві з Ігорем Олексійовичем Акімовим.

## Фільмографія
Автор тексту пісень до українських фільмів:
- «Орлятко» (1957)
- «Гори, моя зоре!» (1957)
- «Сторінки минулого» (1957)
- «Блакитна стріла» (1958)
- «НП. Надзвичайна подія» (1958, 2 а)
- «Його покоління» (1959)
- «Виправленому вірити» (1959)
- «Чумацький шлях» (1959)
- «Випереджаюча вітер» (1959)
- «Їм було дев'ятнадцять...» (1960, у співавт. з І. Невєровим)
- «Катя-Катюша» (1960)
- «Далеко від Батьківщини» (1960)
- «Йду до вас!..» (1961)
- «Дні льотні» (1966)

Був членом Спілки письменників Росії.